# Du Wei
Du Wei (chino: 杜伟; Shandong 2 de octubre de 1962 - Herzliya, Israel; 17 de mayo de 2020) fue un diplomático chino que se desempeñó como embajador en Ucrania desde 2016 hasta 2019 y embajador en Israel entre febrero y mayo de 2020.

## Carrera
Antes de su primer nombramiento en el extranjero, trabajó como subdirector general del Departamento de Planificación de Políticas del Ministerio de Relaciones Exteriores de China.
Se desempeñó como embajador de China en Ucrania durante 2016-2020. Durante su mandato en Ucrania, se reunió con el ministro de Asuntos Exteriores de Ucrania, Vadym Prystaiko, en un esfuerzo por ampliar la relación entre los dos países. Fue responsable de un programa de asistencia técnica en el que el gobierno chino entregó equipo especial a los Servicios de Emergencia del Estado en Ucrania. También participó en las negociaciones después de que una empresa china tomara el control de la empresa de defensa ucraniana Motor Sich. Asumió el cargo israelí en febrero de 2020, con una cuarentena inicial de dos semanas debido a la pandemia de coronavirus. Presentó sus credenciales al presidente israelí Reuven Rivlin virtualmente debido a la pandemia.

## Vida personal
Estaba casado y tenía un hijo.

## Muerte
Fue encontrado muerto en su departamento de Herzliya el 17 de mayo de 2020. Falleció a los cincuenta y siete años a causa de una parada cardiorrespiratoria.
Su muerte se produjo durante la pandemia de COVID-19, y después de la visita del Secretario de Estado de los Estados Unidos, Mike Pompeo, que ha llevado a varias teorías de conspiración sobre la causa de su muerte. Al día siguiente, China anunció que enviaría un equipo de investigación para llevar a cabo una investigación interna sobre la muerte del embajador. La investigación realizada determinó que el deceso se debió a causas naturales.